# Maurice Magre
Maurice Magre (* 2. März 1877 in Toulouse; † 11. Dezember 1941 in Nizza) war ein französischer Dichter, Schriftsteller und Dramatiker.

## Werdegang
Er schrieb seine ersten Gedichte im Alter von 14 Jahren. Seine erste Gedichtsammlung wurde 1895 veröffentlicht. Ab 1898 werden in loser Folge vier Gedichtsammlungen von ihm in Paris veröffentlicht.
In der ersten Hälfte seines Lebens führte er das Leben eines Bohemien. Trotz seines zweifelhaften Rufes wurde er ein berühmter und anerkannter Autor. 
Aus Anlass der Veröffentlichung eines seiner Bücher im Jahre 1924 schrieb der Figaro:
Magre ist ein Anarchist, ein Individualist, ein Sadist, ein Opiumsüchtiger. Er hat alle Fehler, dennoch ist er ein sehr großer Schriftsteller. Man sollte sein Werk lesen.
In der zweiten Hälfte seines Lebens interessierte er sich für die Esoterik und „begab sich auf eine spirituelle Suche“.
Er entdeckte das Buch Die Geheimlehre von Blavatsky, der Mitbegründerin der Theosophischen Gesellschaft, für sich und machte sich 1935, obwohl erkrankt, zu einer Reise nach Indien auf. Dort verbrachte er auch einige Zeit in Pondicherry im Ashram von Sri Aurobindo. Als Antwort auf einen seiner Briefe erhielt er von diesem ein Schreiben, das unter dem Titel Das Rätsel Dieser Welt veröffentlicht wurde.
1937 gründete er zusammen mit Francis Rolt-Wheeler die 'Société des Amis de Montségur et du Saint-Graal'.

## Werke in Deutsch
- Das Blut von Toulouse: Roman eines Lebensweges im 13. Jh. ISBN 3-925828-07-9
- Die Kraft der frühen Himmel: Weisheit und Widerstand bei den Druiden, Katharern und Zigeunern.
- Smaragdfeuer oder die Liebe des Narren: Märchenroman einer Graleinweihung in den Pyrenäen. ISBN 3-925828-00-1
- Das Laster von Granada: Roman [Autor. Übertr. von Friderike M. Zweig]. - München: Musarion Verlag, 1928.

## Werke in Französisch

### Gedichte
- La Chanson des hommes, Bibliothèque Charpentier - 1898
- Le Poème de la jeunesse, 1901
- Les Lèvres et le secret, 1906
- Les Belles de nuit, 1913
- La Montée aux enfers, 1918
- La Porte du Mystère, Fasquelle Éditeurs 1924
- Le Parc des Rossignols, 1940

### Theaterstücke
- Le Dernier Rêve
- Le Vieil Ami
- Les deux Belles de Cadix
- L'Ingrate
- Velléda
- Le Marchand de Passions - La Belle Édition 1911
- La Fille du Soleil
- Comédiante
- La Mort Enchaînée - Albin Michel 1920

Pièce dramatique en 3 actes et en vers représentée pour la première fois à la Comédie Française le 8 septembre 1920
- Arlequin, 1927
- Sin
- Le Soldat de Plomb et la Danseuse de Papier
- Le Sortilège
- Le Cœur du Moulin
- L'An Mille

### Romane
- L'appel de la bête, Albin Michel
- Les Colombes poignardées, Jean Fort 1917
- La Tendre Camarade, Jean Fort 1918
- Priscilla d'Alexandrie, Albin Michel 1925
- La Vie amoureuse de Messaline, Flammarion 1925
- La Vie des Courtisanes, Ed. Nouvelle, 1925
- La luxure de Grenade, 1926
- Le Mystère du Tigre, Albin Michel 1927
- Lucifer, Albin Michel 1929
- Le Roman de Confucius
- Le Sang de Toulouse - Histoire albigeoise du XIIe siècle, Fasquelle Éditeurs 1931; Éditions Robert Laffont 1972
- Le Trésor des Albigeois, Fasquelle Éditeurs 1938, Philippe Schrauben Editeurs, 1985
- Jean de Fodoas, Gallimard 1939

Aventures d'un Français à la cour de l'Empereur Akbar
- Histoire Merveilleuse de Claire d'Amour
- L'Art de Séduire les Femme
- Le Poison de Goa

## Verschiedenes
- Pirates et Flibustiers, Grasset 1934
- Les Aventuriers de l'Amérique du Sud, Grasset 1935
- Confessions : Les Femmes, l'Amour, l'Opium, l'Idéal

### Spiritualität und Esoterik
- Pourquoi je suis bouddhiste, 1929; Dire Éditions, 2000
- Le Livre des Lotus entr'ouverts, Fasquelle 1926
- Magiciens et Illuminés
- La Mort et la Vie Future, Éd. Charpentier 1932
- L'Amour et la Haine, Éd. La Garde
- La Clé des Choses cachées, 1953
- A la Poursuite de la Sagesse
- La Beauté Invisible, 1937
- Les Interventions surnaturelles, 1939
- Inde, Tigres, Magie et Forêts Vierges, Gallimard 1936
- Le Livre des Certitudes admirables, Édouard Aubanel, 1940
- Mélusine ou le Secret de la Solitude
- Le Livre des Visions Divines, Édouard Aubanel 1943